# Ahlefeld
Ahlefeld ist ein Ortsteil der Gemeinde Ahlefeld-Bistensee und liegt im Kreis Rendsburg-Eckernförde in Schleswig-Holstein. Friedrichshof und Meierhof liegen im Ortsgebiet.
Ahlefeld war bis zum 29. Februar 2008 eine selbständige Gemeinde. Sie hat am 1. März 2008 mit der Nachbargemeinde Bistensee zur neuen Gemeinde Ahlefeld-Bistensee fusioniert.

## Geografie und Verkehr
Ahlefeld liegt etwa 10 km nördlich von Rendsburg, 12 km südwestlich von Eckernförde und 13 km südöstlich von Schleswig zwischen den Hüttener Bergen und den Duvenstedter Bergen. Südwestlich verläuft die Bundesautobahn 7 von Rendsburg nach Schleswig, südöstlich die Bundesstraße 203 von Rendsburg nach Eckernförde.
Von 1904 bis 1954 hatte der Ort einen Bahnhof an der Bahnstrecke Eckernförde–Owschlag der Eckernförder Kreisbahnen.

## Geschichte
Viel bekannter als der Ort Ahlefeld ist die nach demselben benannte Adelsfamilie. Diese spielte in der Geschichte Schleswig-Holsteins eine herausragende Rolle. Ihre Angehörigen besaßen zahlreiche Güter, vor allem im Herzogtum Schleswig, und kamen in der Zeit des Gesamtstaats unter der dänischen Monarchie in höchste Staatsämter. Das Gut Friedrichshof, das der Stammsitz der Familie Ahlefeld war, wurde 1953 nach einem Brand abgerissen.